# 余秀華
余秀華（1976年3月22日—），中國女诗人。身患脑瘫残疾。她的作品《穿过大半个中国去睡你》曾在《诗刊》的微信账号上发布。

## 简介
1976年3月22日余秀华出生于湖北省钟祥市，出生时候倒产、缺氧而脑瘫。高中毕业后在家赋闲。
她从2009年开始诗歌创作，主题大多关于自己的亲情、爱情以及对生活的感悟，到2015年初为止，共写了2000多首诗。2014 年，余以一首《穿過大半個中國去睡你》於內地網絡获得大量关注。

## 代表作品

### 诗歌
- 《穿过大半个中国去睡你》
- 《如何让你爱我》
- 《经过墓园》
- 《我爱你》
- 《井台》
- 《梦见雪》
- 《致雷平阳》
- 《那些秘密突然端庄》
- 《打谷场的麦子》
- 《我们在这样的夜色裡去向不明》
- 《摇摇晃晃的人间》
- 《禱告辭》

### 作品
- 詩集《摇摇晃晃的人间》，湖南文藝出版社
- 詩集《月光落在左手上》，廣西師大出版社
- 詩集《我們愛過又忘記》，新星出版社
- 散文《無端歡喜》，印刻出版社
- 小說《且在人間》，湖南文藝出版社

## 個人生活
1995年，余秀华高中毕业，余秀华父母在家门口的公路上给她开了个小卖部。也是这一年，从四川流浪至此的尹世平通过媒人的三次求亲最终说动了余文海夫妇，成了余家倒插门“吃老米”的女婿。余秀华说，“当时自己还差3个月才满20岁，为了结婚还虚报了年龄。好傻，不知道结婚还要做爱。” 余秀华与丈夫育有一子。
余秀华和老公尹世平常年分居，名存实亡的婚姻已经成为公开的秘密。余秀华的父亲余文海告诉记者：“尹世平的钱他自己挣自己花。直到他儿子上了高中，我们才让他每年交钱。以前都是交个几千块钱，今年是最多的一次，带了一万多元回来。他这个人不会说话，爱吹牛，交了些钱，就趾高气昂地骂老婆。”
2015年12月14日，余秀华与尹世平协议离婚。
余秀华有一个年少两岁的弟弟余仕勇。
2022年，媒體報道余秀華與90後男友楊櫧策結婚。早在2017年余秀华就曾在微博中通过与父亲的对话隐晦表达过自己的恋爱观，即爱情不需要太在意年龄，过得幸福才最重要。同年7月6日，余秀華表示自己被丈夫家暴。事后湖北省钟祥市妇联工作人员第一时间找到余秀华，但余秀华明确表示不需要帮助。妇联称余秀华与男友还未领证，目前情况稳定，没提出个人诉求。7月7日，余秀华经纪人胡涛回应媒体记者，称二人已分手。杨槠策事后离开二人所在的横店村回到神龙架。

## 评价
- 学者和诗人沈睿称余秀华为中国的艾米莉·狄金森，“余秀华的诗歌是纯粹的诗歌，是生命的诗歌，而不是写出来的充满装饰的盛宴或家宴，而是语言的流星雨，灿烂得你目瞪口呆，感情的深度打中你，让你的心疼痛。”[11]

- 《诗刊》编辑刘年：“她的诗，放在中国女诗人的诗歌中，就像把杀人犯放在一群大家闺秀里一样醒目—别人都穿戴整齐、涂着脂粉、喷着香水，白纸黑字，闻不出一点汗味，唯独她烟熏火燎、泥沙俱下，字与字之间，还有明显的血污。”[12]

- 评论家、上海译文出版社副社长赵武平：“身体患疾为余秀华的创作加上了同情分。”[13]

- 中国诗人、北京磨铁图书有限公司总裁沈浩波：“仅就诗歌而言，余秀华写得并不好，没有艺术高度。这样的文字确实是容易流行的。这当然也挺好，只不过这种流行稍微会拉低一些诗歌的格调。不过再怎么拉低，比起轻浮的乌青体来，总还算不上丢人败兴。”[14]

- 诗人翻译家美国金重选译了余秀华的诗歌， 编入2016年中国当代诗选POETRY CARAVAN《诗歌大篷车》第一卷:“余秀华的诗歌和英美诗歌及文化有着神秘的契合”。

- 2018年1月13日，《在北師大課堂講詩》新書發佈會時詩人食指批評道：她理想的下午就是喝喝咖啡、看看書、聊聊天、打打炮，一個詩人，對人類的命運、對祖國的未來考慮都不考慮，想都不想；從農村出來的詩人，把農民生活的痛苦，以及對小康生活的嚮往，提都不提，統統忘得一乾二淨，這不可怕嗎？評論界把她捧紅是什麼意思？評論界的嚴肅呢？我很擔心。今天嚴肅地談這個問題，是強調對歷史負責。不對歷史負責，就會被歷史嘲弄，成為歷史的笑話。[15]